# 九一式十糎榴弾砲
九一式十糎榴弾砲（きゅういちしきじっせんちりゅうだんほう）は、1930年代初頭に大日本帝国陸軍が採用した榴弾砲。本項では機械化牽引を目的とした派生型である、機動九一式十糎榴弾砲（きどうきゅういちしきじっせんちりゅうだんほう）についても詳述する。
日中戦争（支那事変）・ノモンハン事件・第二次世界大戦（太平洋戦争/大東亜戦争）における帝国陸軍の主力軽榴弾砲として、主に師団砲兵たる野砲兵連隊（軍隊符号：A）が運用した。

## 概要
第一次世界大戦の欧州戦線では、従来の75mm級野砲に加え、各国が100mm級の軽榴弾砲を師団砲兵に編合し、威力を発揮していた。このため、日本としても師団砲兵用として野砲と同じ6馬輓曳で牽引できる100mm級軽榴弾砲の整備が必要と考えられた。1920年（大正9年）7月20日付の「参第398号」兵器研究方針によりその新型榴弾砲の仕様が決定され、1924年（大正13年）に数十項目にわたる要求仕様を元に、結果良好であれば300門を購入する条件でフランスのシュナイダー社に試製を依頼した。
試製砲は1930年（昭和5年）に完成し、同年末から翌年始にかけて5門がフランスから到着した。待ち焦がれていた陸軍は早速各種試験を実施し、その結果性能は概ね良好と認められ、1931年（昭和6年）3月には九一式十糎榴弾砲として仮制式制定され、条件通りシュナイダー社に300門の完成砲を発注した。その後、1933年（昭和8年）3月に制式制定され、国産化された。
閉鎖機は通常の水平鎖栓式で、装薬可変式の分離薬筒を用いる。装薬号は多い順に一号装薬・二号装薬・三号装薬が設けられている。開脚砲架を持つ近代的なデザインで、各国の同級砲と比べて射撃性能の面で特に優る点はないが大きく劣る点もなく、特に前車を軽く作ってあることから、運行重量（接続砲車重量）では同世代設計のうちでは最も軽量の部類に入る。ただ、フランスの設計を全くそのままに採用していたため、当時の日本人兵士の体格にとっては明らかに過重で、各部が人間工学的配慮に欠けるものとなっていたとする指摘もある。
1936年（昭和11年）から本格的に部隊配備がなされ、野砲兵の主火器として整備され、特に1940年（昭和15年）以降は野砲・山砲の生産を極度に緊縮して本砲の生産に努めた。ドイツ陸軍の方式に倣い、師団砲兵を本砲と九六式十五糎榴弾砲で構成する構想であったが、その後の情勢変化や国力の差によりこれを完全に実現することは出来ず、太平洋戦争中の師団砲兵の多くは既存の75mm野山砲と本砲との混成であった。
本砲は九七式中戦車を車台のベースとする自走砲である、一式十糎自走砲ホニIIの備砲としても転用された。

## 貫徹力
装甲貫徹力であるが、徹甲弾の場合、鋼板貫通限界厚は射距離1500mで63mm、射距離1000mで70mm、射距離500mで76mm、射距離100mで83mmであった。また、1945年（昭和20年）8月のアメリカ旧陸軍省の情報資料によれば、鹵獲した本砲の装甲貫徹能力の数値は一式徹甲弾を使用し、弾着角90度で命中した場合は射距離750yd（約685.8m）/2.7in（約69mm）、500yd（約457.2m）/2.8in（約71mm）、250yd（約228.6m）/2.95in（約75mm）となっている。
(1945年頃のルソン島での戦闘報告によれば、近距離ではいかなる部位に命中しても効果ありとしている。使用弾種は不明である。)
三式穿甲榴弾（タ弾）の場合では射距離1000mで120mm、射距離500mで80mmの装甲を貫通した。
1944年（昭和19年）7月に作成された『対戦車戦闘の参考』では、本砲の成形炸薬弾は110㎜の垂直装甲板を100％貫通でき、敵の中戦車および軽戦車に効果ありとしている。
三式穿甲榴弾は、大阪造兵廠枚方製造所において約9000発製造された。

## 機動化
本砲を戦車師団の機動砲兵向けに牽引車牽引とする試みは1933年（昭和8年）に開始され、1935年（昭和10年）に機動九一式十糎榴弾砲として制式制定された。しかし、機動砲兵連隊の編成自体が遅れていたため実際の生産は1941年（昭和16年）になるまで開始されなかった。
射撃性能の面では通常の九一式十糎榴弾砲と変わらないが、自動車牽引用にリーフスプリング式のサスペンションにパンクレスのゴムタイヤを備え、最大牽引速度は40km/hであった。これに伴い放列砲車重量は250kgほど増加しているが、前車を接続しない単一砲車牽引なので運行重量はかえって軽くなっている。